# Stemmiulus sjoestedti
Stemmiulus sjoestedti är en mångfotingart som beskrevs av Carl Graf Attems 1909. Stemmiulus sjoestedti ingår i släktet Stemmiulus och familjen Stemmiulidae. Inga underarter finns listade i Catalogue of Life.